# Irmingerstroom
De Irmingerstroom is een oceaanstroom in de Noordelijke Atlantische Oceaan (Irmingerzee) ten zuidoosten van IJsland.  IJsland

De Golfstroom (rood), Noorse stroom (oranje), en de Irmingerstroom richting IJsland (beige)

De Golfstroom die vanaf Amerika de noordelijke Atlantische Oceaan overgaat, vertakt zich in de Irmingerstroom, de Noord-Atlantische stroom en de Noorse stroom. Deze opdeling vindt plaats bij een onderzeese rug tussen Schotland en IJsland (waarvan de Faeröer boven water komen). De Irmingerstroom transporteert relatief warm water naar het noorden en buigt ten zuiden van IJsland naar het westen af. Als de stroom de Oost-Groenlandstroom nadert, is de watertemperatuur inmiddels afgenomen naar 4° tot 6° Celsius, maar nog altijd warmer dan de Oost-Groenlandstroom zelf. Het voedselrijke water zorgt voor visrijkdom bij IJsland. De Irmingerstroom vormt een deel van de kleine Atlantische stroom, die na IJsland langs het zuiden van Groenland gaat en westelijker met deLabradorstroom meebuigt naar het zuiden.

## Naam
De stroming is genoemd naar de Deense kapitein en vice-admiraal Carl Ludvig Christian Irminger (1802–1888), die de zeestromingen in de Atlantische Oceaan onderzocht. In 1853 beschreef hij als eerste deze tak van de Golfstroom, die in 1878 zijn naam kreeg. Carl Irminger deed diverse publicaties over zijn onderzoeken het licht zien, bijvoorbeeld "Over de richting en snelheid van de Golfstroom" in "Nyt Archiv for Søvæsenet - København 1843, blz. 191."; in 1853 het opstel "Over de zeestromingen" en in 1854 "Over de Arctische stroming" en nog enkele andere, alle in het Deens.